# Tolstoï, le dernier automne
Pour plus de détails, voir Fiche technique et Distribution.
Tolstoï, le dernier automne (The Last Station) est un film germano-russo-britannique réalisé par Michael Hoffman, sorti en 2009.

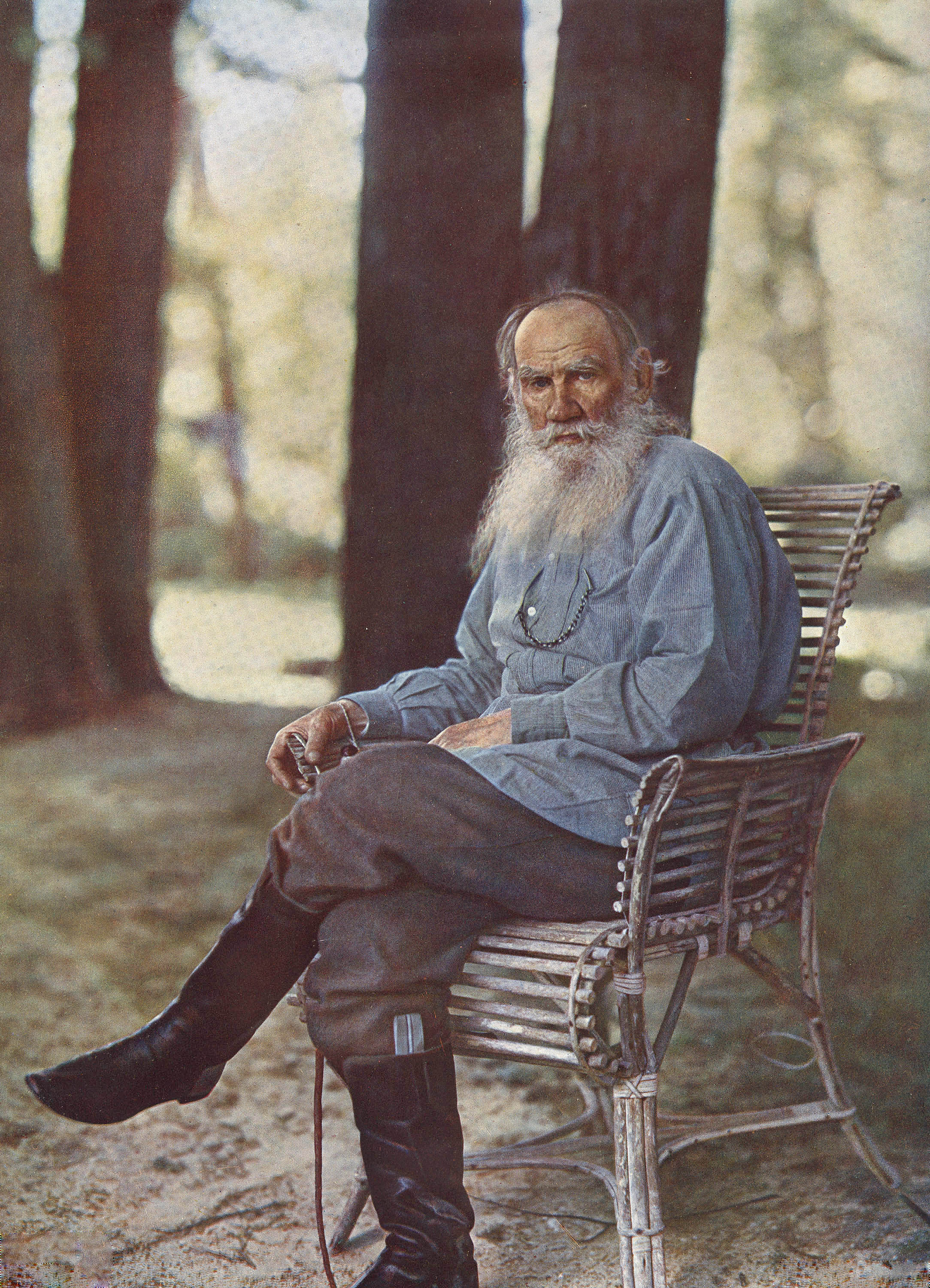
Léon Tolstoï à la fin de sa vie.
Photographie de Sergueï Prokoudine-Gorski

## Synopsis
Les dernières années de l'écrivain Léon Tolstoï, sa relation difficile avec sa femme et l'influence de ses proches.

## Fiche technique
- Titre original : The Last Station
- Réalisation : Michael Hoffman
- Assistant-réalisateur : Jonny Benson
- Scénario : Michael Hoffman d'après un roman de Jay Parini
- Musique : Sergeï Yevtushenko
- Directeur de la photographie : Sebastian Edschmid
- Montage : Patricia Rommel
- Décors : Patrizia von Brandenstein
- Costumes : Monika Jacobs
- Producteurs : Bonnie Arnold, Chris Curling
- Pays d'origine :  Royaume-Uni |  Allemagne |  Russie
- Société de distribution : Sony Pictures Classics, Condor Entertainment (France)
- Durée : 112 minutes
- Genre : drame, biographie
- Dates de sortie :
  - Italie : novembre 2009 (Festival international du film de Rome)
  - France : 8 décembre 2010

## Distribution
- Helen Mirren (VF : Évelyn Séléna) : Comtesse Tolstoï
- Christopher Plummer : Léon Tolstoï
- Paul Giamatti : Vladimir Tchertkov (disciple de Tolstoï)
- James McAvoy : Valentin Boulgakov (secrétaire privé de Tolstoï)
- John Sessions : Dushan Makovitsky
- Patrick Kennedy : Sergueïenko
- Kerry Condon : Macha
- Anne-Marie Duff : Sacha Tolstoï
- Tomas Spencer : Andreï Tolstoï
- Christian Gaul : Ivan
- Wolfgang Häntsch : Prêtre
- David Masterson : Journaliste
- Anastasia Tolstoy : Fille en deuil

## Distinctions

### Récompense
- Festival international du film de Rome en 2009 : meilleure actrice pour Helen Mirren

### Nominations
- Oscars 2010 : 
  - Oscar de la meilleure actrice pour Helen Mirren
  - Oscar du meilleur acteur dans un second rôle pour Christopher Plummer
- Golden Globes 2010 :
  - Golden Globe de la meilleure actrice dans un film dramatique pour Helen Mirren
  - Golden Globe du meilleur acteur dans un second rôle pour Christopher Plummer